# Вода (стихия)

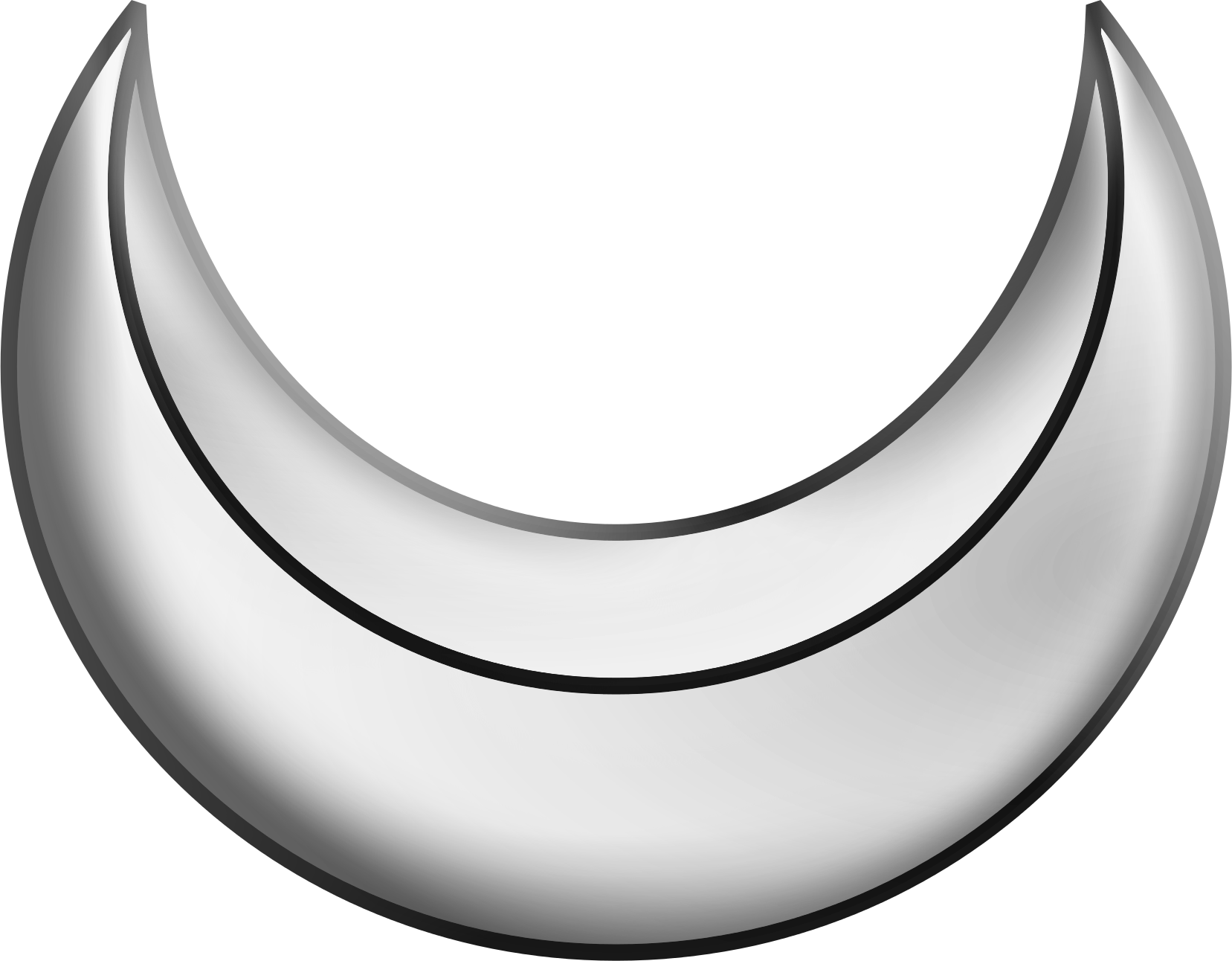
Символ стихии воды — чаша

Алхимический символ воды

Вода́ (стихи́я воды́) — первичный элемент; четвёртая из мировых стихий в античной и средневековой натурфилософии, алхимии, оккультизме, астрологии и дхармических религиях. В современной физике соответствует жидкому состоянию вещества.

## Античные представления о воде
По представлениям Платона, символом воды являлся икосаэдр. Согласно Аристотелю, вода представляла собой одно из состояний единой первоматерии, а именно — влажность. Геоцентрическая космология Аристотеля включала предположение, что вокруг центра Вселенной (центра Земли) расположены последовательно сферы четырёх элементов в порядке уменьшения их тяжести (Вода шла второй); выше расположены небесные сферы.
В философии Фалеса Милетского вода занимает важнейшее место и является основой и первоначалом всех вещей. В космогонии Фалеса говорится о том, что земной диск плывёт в нескончаемом океане, накрытый полусферой крышки неба.

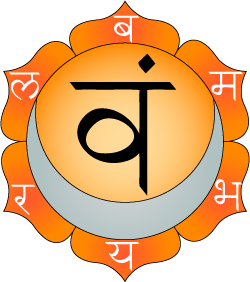
Свадхиштхана-чакра с биджами

## Вода в философиииндуизма
Согласно индуизму, метаэлемент Воды содержится в Свадистана-чакре, соответствующей жидкому агрегатному состоянию вещества. Она проецирует вокруг человека ту часть материального мира, которую он может ощутить через свой вкус.

## Вода вбуддизме
В буддизме вода является символом бесконечного потока бытия и мудрости Будды. Сакральное значение придаётся процессу окропления водой головы монаха при приобретении статуса «ачарьи» — учителя.

## Вода инумерология
В «Книге ритуалов» (Ли цзи; 礼记) в главе «Полунные приказы» (Юэ лин; 月令) солёному вкусу (Воде) сопоставляется число 6.

## Вода вастрологии
В астрологии вода — один из четырёх тригонов. К тригону воды относятся Рыбы, Рак и Скорпион. Вода указывает на чувствительность, эмоциональность, пластичность, воображение. Соответствует флегматическому темпераменту.

## Вода вцеремониальной магии
Вода и другие греческие классические элементы были включены в систему «герметистов Золотой Зари». Символом элемента является чаша. Каждый из элементов имеет несколько связанных с ним существ (духов). С водой связан архангел Гавриил и водные элементали (ундины). Вода — верхний правой конец пентаграммы в ритуале Инвокации Пентаграммы.

## Вода вУ-син
В У-син вода — один из пяти классов, наряду с деревом, огнём, землёй и металлом.

## Юникод
В Юникоде есть алхимический символ воды.
| Графема | Unicode | Unicode                     | HTML              | HTML       | HTML      |
| Графема | Код     | Название                    | Шестнадцатеричное | Десятичное | Мнемоника |
| ------- | ------- | --------------------------- | ----------------- | ---------- | --------- |
| 🜄       | U+1F704 | ALCHEMICAL SYMBOL FOR WATER | &#x1F704;         | &#128772;  | —         |